# Ак-Бурунские каменоломни
Ак-Бурунские каменоломни — горные выработки известняка закрытого типа на Керченском полуострове, расположены в борту первой линии заброшенных карьеров, которые протягиваются между южной границей форта Тотлебен крепости Керчь и городским микрорайоном Семь Ветров примерно в 250 м севернее дороги, ведущей в крепость. Восточная выработка представляет собой небольшую камеру с 2-мя входами, общей длиной около 15 м. Западная в виде небольшой наклонной штольни, в обе стороны от которой отходят неглубокие
забои, общей протяженностью 120 м. Это самые восточные выработки северного участка Камыш-Бурунской синклинали.. 

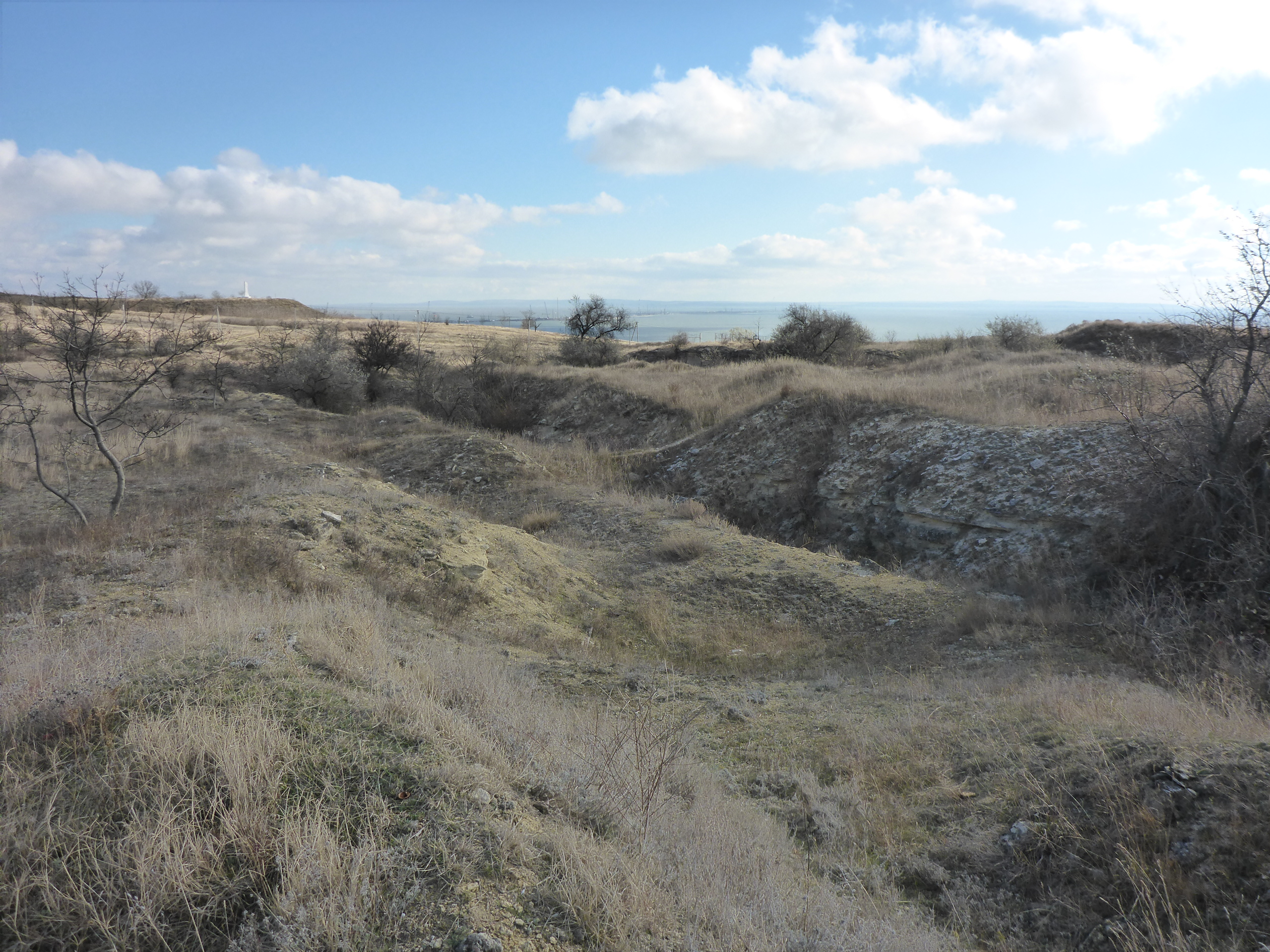
Местность у заброшенных карьеров
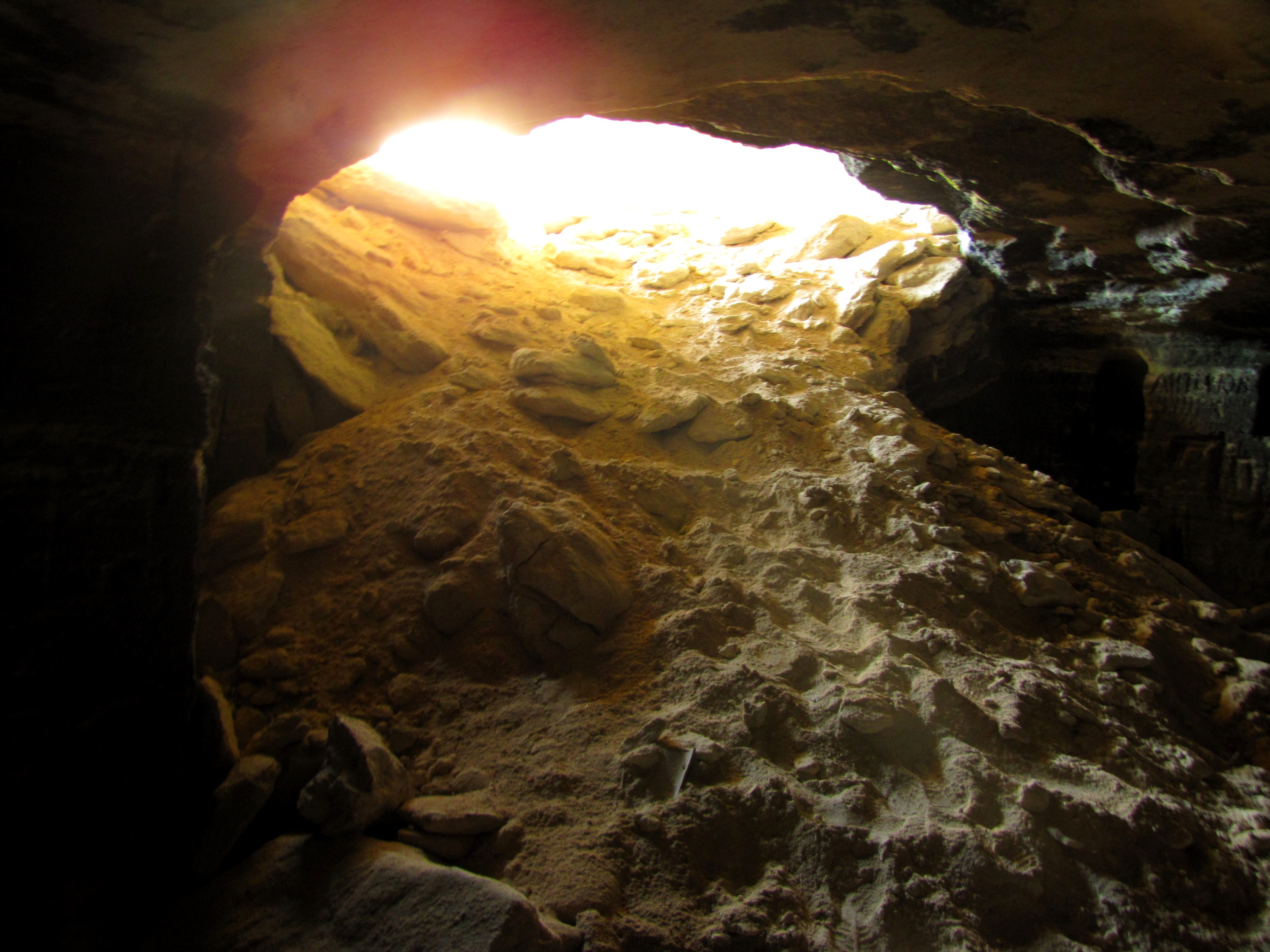
Обваленный вход
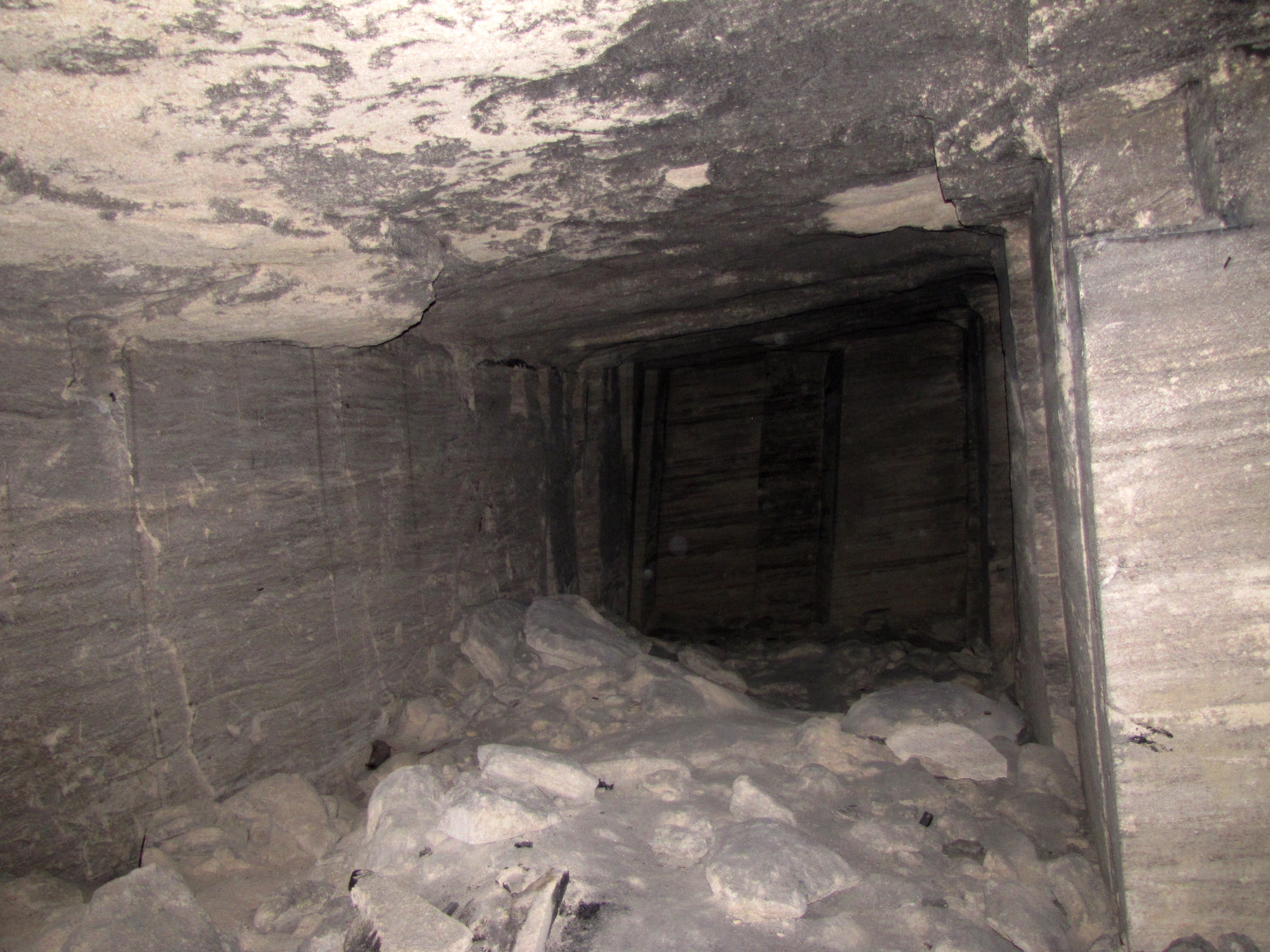
Выработки

В настоящее время в связи с разрушением породы и большим числом обвалов посещение каменоломен неподготовленными экскурсантами представляет опасность.
Во время катастрофы Крымского фронта 14-15 мая 1942 года в Ак-бурунских каменоломнях укрылись беспорядочно отступавшие остатки разных частей. Монастырский Ф. В., в своих мемуарах "Земля омытая кровью" и при общёнии с историком В. В. Абрамовым в Керчи рассказывал: "Я лично ходил в каменоломни и уговаривал засевших там военнослужащих. Я хотел их использовать в боевых действиях на передовой, которая находилась рядом. Но все было напрасно, никто не хотел мне подчиняться. Запомнилась девушка в военной форме, она тоже уговаривала военных идти в бой, пыталась повлиять на их мужское самолюбие, стыдила, но и она ничего не добилась. После перенесенных ужасов — бомбежки, артобстрела, панического отхода — страх просто сковал этих людей, и они не могли покинуть безопасное убежище".